# Vedplättssnylting
Vedplättssnylting (Tremella obscura) är en svampart som först beskrevs av Lindsay Shepherd Olive, och fick sitt nu gällande namn av Mads Peter Christiansen 1954. Vedplättssnylting ingår i släktet Tremella och familjen Tremellaceae.  Arten är reproducerande i Sverige. Inga underarter finns listade i Catalogue of Life.